# Herfstmetaalwapenvlieg
De herfstmetaalwapenvlieg (Sargus bipunctatus) is een vliegensoort uit de familie van de wapenvliegen (Stratiomyidae). De wetenschappelijke naam van de soort is voor het eerst geldig gepubliceerd in 1763 door Scopoli.

## Kenmerken
De vliegen bereiken een lichaamslengte van 10 tot 14 millimeter. De thorax is glanzend metaalgroen. Een zilverkleurige streep loopt langs de zijkanten van de thorax. Het schild heeft geen doornen. De vliegen hebben een karakteristieke vleugeladering. De soort vertoont uitgesproken seksueel dimorfisme. De mannetjes zijn slanker. Hun ogen raken elkaar, in tegenstelling tot de vrouwtjes. Hun buik is metaalbrons van kleur. De vrouwtjes zijn zwaarder. De basis van hun buik is roodachtig van kleur, het achterste deel van de buik is blauwzwart. Bij beide geslachten zijn zowel de femora als de tibiae oranje gekleurd. De tarsi zijn witachtig met zwartachtige uiteinden. Boven de basis van de antennes zijn er twee witte vlekken op de frons, die de soort zijn naam geven.

## Voorkomen
Sargus bipunctatus is inheems in het westelijke Palearctisch gebied. De soort is wijdverbreid in Europa. Deze wapenvlieg komt ook voor op de Britse eilanden, maar is afwezig in Denemarken en Fennoscandia. Hun voorkomen strekt zich uit tot Noord-Afrika en het Midden-Oosten. De soort is in Noord-Amerika geïntroduceerd en komt daar aan de Pacifische kust voor.

## Levenswijze
Sargus bipunctatus vliegt van augustus tot begin november. De larven ontwikkelen zich in koemest, compost, rottend plantaardig materiaal en rottende schimmels.